# شهرداری ماکوله
شهرداری ماکوله (به لاتین: Municipality of Makole) یک منطقهٔ مسکونی در اسلوونی است که در اسلوونی واقع شده‌است. شهرداری ماکوله ۳۶٫۹ کیلومتر مربع مساحت و ۲٬۰۱۳ نفر جمعیت دارد.